# هيرويوكي هامادا
هيرويوكي هامادا (بالإنجليزية: Hiroyuki Hamada)‏ هو نحات أمريكي، ولد في 21 مارس 1968.